# Mulungu
För andra betydelser, se Mulungu (olika betydelser).
Mulungu eller Muluku är hos folken i östra Afrika den högste guden som skapade de första människorna. 
Mulungu sägs en gång ha levat på jorden bland de människor han skapat, men när de misshagade honom flyttade han upp till himlen där han nu lever. 
Mulungu förekommer också som gudom i Centralafrika och Sydafrika.